# Nesselsdorf E

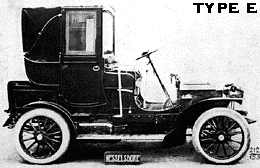
Nesselsdorf E

Der Nesselsdorf E war der Nachfolger des Nesselsdorf B, ein PKW, den die Nesselsdorfer Wagenbau-Fabriks-Gesellschaft, 1904 herausbrachte.
Das Fahrzeug hatte einen seitengesteuerten Zweizylinder-Boxermotor mit 3775 cm³ Hubraum und 16–18 PS (11,8–13,2 kW) Leistung unter dem Wagenboden eingebaut. Die erreichbare Höchstgeschwindigkeit lag bei 52 km/h. Es gab verschiedene Aufbauten mit vier und sechs Sitzen als Tonneau, Landauer etc. 1905 erhielt der König von Belgien ein Exemplar mit festem, aber abnehmbaren Dach.
1906 wurde dieses letzte Fahrzeug der Marke mit Zweizylindermotor durch den größeren Typ F ersetzt.